# Віскяр (гора)
Віскяр - гора в Західній Болгарії, на кордоні між Софійською і Перницькою областями, є частиною Завальсько-Планського гірського хребта Середньогір'я. 
Гора розташована між  Бурелською котловиною на півночі і Софійською котловиною на північному сході, а на півдні її схили поступово спускаються в  Брезницьку котловину. На південний захід через  Ярославську сідловину (964 м) пов'язується з горою Завала, а на південному сході -  Радуйською сідловиною (830 м) з горою Люлін. Її довжина з північного заходу на південний схід становить близько 15 км, а максимальна ширина - близько 5-6 км. 
Віскяр - це низька гора, з центральним кряжем з плоским хребтом і короткими, сильно розчленованими схилами. Найвища точка - вершина Мечі-Камук (1077 м), розташована в 4 - 5 км на північ від міста Брезник. Вона побудована переважно з верхнекрейдових андезитів, пісковиків, туфів і туфітів.  Гора слабо лісиста - на її північно-східних схилах є невеликі листяні ліси з бука і дуба, а на південному заході вони вирубані. По хребту гори проходить головний водорозділ Болгарії між водозборами Чорного та Егейського морів. З нього починаються річка Габерс (ліва притока Нішави) і Слівнишка (басейну Іскиру), а південно-західні і південні схили дають початок невеликим лівим притокам річки Конська (правий приток Струми). 
Є 1 місто та 30 сіл на горі та її схилах. 
- Софійська область - 17 сіл: Братушково, Бирложниця, село Горішнє, Гургулят, Гилибовці, Делян, Драготинці, Дреатин, Начево, Пиштане, Повалириж, Радуловці, Ракита, Храбирсько, Цацаровці, Чеканець і Ялботина;
- Перницька область - 1 місто і 13 сіл: Арзан, Бабиця, Брезник, Брусник, Вискяр, Гоз, Горішні Романці, Долішні Романці, Завала, Красава, Озирновці, Радуй, Расник і Ярославці.

На півдні гору перетинають дві дороги Державної автомобільної мережі: 
- Від міста Перник до села Златуша, протяжністю 13,2 км - ділянка дороги третього класу № 638 Перник - Златуша - Божуриште.
- Від села Гилибовці до міста Брезник, протяжність 13,5 км - ділянка дороги третього класу № 811 Беладіє хан - Сливница - Брезник.

Південно-східне підніжжя через  Радуйську сідловину перетинає ділянка залізничної колії Перник - Волуяк. 

## Топографічна карта
- Аркуш карти K-34-46. Масштаб: 1 : 100 000. (рос.) Зазначити дату випуску/стану місцевості.
- Аркуш карти K-34-47. Масштаб: 1 : 100 000. (рос.) Зазначити дату випуску/стану місцевості.